# Acinetobacter baumannii
Espèce
Acinetobacter baumannii est une bactérie à Gram négatif du genre Acinetobacter.
Il s'agit d'un germe de maladie opportuniste chez l'Homme, particulièrement chez les personnes immuno-déprimées et que l'on trouve aussi comme agent d' infections nosocomiales, sa transmission est souvent manuportée. Il a aussi été isolé du sol et de l'eau dans l'environnement.

## Pouvoir pathogène
La bactérie n’est pas toujours responsable d’infections et peut simplement être présente sur la peau ou les muqueuses des patients. Chez les patients fragilisés, elle est à l’origine d’infections variées parfois sévères (infections pulmonaires, infections de plaies ou de brûlures...). La létalité des infections nosocomiales à Acinetobacter baumannii varie entre 17 et 46 % pour les bactériémies et peut atteindre 70 % pour les pneumopathies. En France en 2001, Acinetobacter baumannii représentait 1,2 % des micro-organismes isolés d’infections nosocomiales. En service de réanimation, on l’isolait dans 5 % des infections pulmonaires.
Une souche d’Acinetobacter baumannii responsable d'une épidémie de 12 patients a été identifiée pour la première fois à l'hôpital de Valenciennes en 2003.

## Antibiorésistance
La bactérie a acquis des caractéristiques de résistance aux antibiotiques originales qui la rendent préoccupante mais qui facilitent son identification. Elle produit une enzyme bêta-lactamase à spectre élargi (BLSE) de type VEB-1 qui la rend résistante à presque tous les antibiotiques de la famille des bêta-lactamines. La souche reste seulement sensible à deux antibiotiques : la colistine et l’imipénème, même si on note, principalement dans les services de réanimation, l'émergence de souches d'ABRI (« Acinetobacter baumanii résistant à l'imipénème »).
Par la suite, 6 souches multi-résistantes d’Acinetobacter baumannii New Delhi métallo-bêta-lactamase (NDM-1) positives (possédant le gène bla NDM-1) originaires d'Afrique du Nord émergent en mai 2013 en France. Les auteurs concluent : « L'identification de plusieurs isolats d'A. baumannii qui possèdent le gène bla NDM-1 originaires d'Afrique du nord, sans lien évident avec le sous-continent indien, suggère fortement que le clone A. baumannii NDM-1 producteur est probablement répandu en Afrique du Nord et qu'il pourrait jouer un rôle de réservoir pour NDM-1. »
En février 2020, la presse belge annonce que 6 cas d'infection par cette bactérie ont été déclarés dans un hôpital d'Hornu entraînant 2 décès.